# Deadache (pesma)
„Deadache“ je singl finske hard rok grupe Lordi sa istoimenog albuma. Objavljen je 10. decembra 2008. godine. Na japanskom izdanju singla nalazi se i bonus pesma „Where's The Dragon“. Pesma „Deadache“ govori o ubici po imenu Ed Gein koji je harao selom Plejnfild u američkoj državi Viskonsin. Poznat je po tome što je ekshumirao leševe iz lokalnog groblja i uzimao im delove tela. Godine 1957. osuđen je na doživotnu robiju koju je izdržavao u mentalnoj instituciji, sve do svoje smrti.

## Spisak pesama
1. - 3:28
2. - 2:59

## Članovi benda
- Mr. Lordi - Vokal
- Amen - Gitara, Prateći vokal
- OX - Bas gitara, Prateći vokal
- Awa - Klavijature, Prateći vokal
- Kita - Bubnjevi, Prateći vokal